# Isabella (Bridge)
Isabella is een compositie van Frank Bridge. Hij werkte aan wat zijn tweede symfonisch gedicht zou worden tot en met januari 1907. Bridge was geen componist die veel programmawerk schreef, maar Isabella is daar een uitzondering op. Hij volgde met Isabella de verhaallijn van John Keats' "Isabella of de pot met basilicum", die zijn Isabella weer baseerde op Boccaccio's Decamerone. Voor Bridge, die symfonische gedichten wilde schrijven in de trant van Franz Liszt en Pjotr Iljitsj Tsjaikovski, kwam die laatste wel erg dichtbij. Tsjaikovski schreef Romeo en Julia en de thematiek van onbereikbare liefde is hetzelfde.
Isabella is verliefd op Lorenzo; de beide broers van Isabella kunnen dat niet verteren en lokken hem naar het bos en onthoofden en begraven hem. Isabella krijgt daarvan een visioen en graaft het lijk en hoofd van Lorenzo op. Ze bewaart het hoofd in een pot met basilicum. De broers stelen opnieuw het hoofd en Isabella sterft troosteloos en verlaten, smekend om basilicum.
Het werk ging in première (als nieuw werk) in de concertserie de Proms van 1907 en wel op 3 oktober 1907 in de Queen's Hall door het bijbehorend orkest. Dirigent van de avond was Henry Wood. Op 7 december 2011 werd het opnieuw gespeeld in die serie, maar toen als oudste werk met Harrison Birtwistles Vioolconcert en Gustav Holsts The Planets.
Het werk is in een deel geschreven in de tempi Adagio ma non troppo – Allegretto moderato – Tempo I – Allegro vivo – Adagio ma non troppo – piu adagio.

## Orkestratie
- 3 dwarsfluiten waarvan 1 ook piccolo, 2 hobo's, 1 althobo, 2 klarinetten, 1 basklarinet, 2 fagotten, 1 contrafagot
- 4 hoorns, 2 trompetten, 2 cornetten, 3 trombones, 1 tuba
- pauken, 2 man/vrouw percussie voor kleine trom, grote trom, triangel en bekkens, 1 harp
- violen, altviolen, celli, contrabassen

## Discografie
- Uitgave Chandos: BBC National Orchestra of Wales, o.l.v. Richard Hickox in een opname uit 2000